# Großer Preis von Japan 1987
Der Große Preis von Japan 1987 (offiziell XIII Fuji Television Japanese Grand Prix) fand am 1. November auf dem Suzuka International Racing Course in Suzuka statt und war das 15. Rennen der Formel-1-Weltmeisterschaft 1987.

## Berichte

### Hintergrund
Zum ersten Mal seit 1977 wurde wieder ein Großer Preis von Japan ausgetragen. Das Rennen fand erstmals auf dem Suzuka International Racing Course statt.
Vor dem vorletzten WM-Lauf der Saison hatten nur noch die beiden Williams-Piloten Nelson Piquet und Nigel Mansell Chancen auf den Gewinn der Weltmeisterschaft, wobei der Brasilianer zwölf Punkte Vorsprung auf den Briten hatte.
Bei AGS wurde Pascal Fabre durch Roberto Moreno ersetzt, der rund fünf Jahre nach seiner verfehlten Qualifikation zum Großen Preis der Niederlande 1982 erstmals wieder für einen Grand Prix gemeldet wurde.

### Training
Während des Trainings am Freitag verunglückte Mansell schwer. Aufgrund der dabei erlittenen Verletzungen wurde nach einer Nacht im Krankenhaus beschlossen, ihm eine Teilnahme am Rennen zu verweigern. Er flog daraufhin bereits am Samstag zurück nach Europa. Piquet stand somit zum dritten Mal als Weltmeister der Formel 1 fest.
Gerhard Berger qualifizierte sich für die Pole-Position vor Alain Prost und Thierry Boutsen sowie seinem Ferrari-Teamkollegen Michele Alboreto. Piquet bildete gemeinsam mit Teo Fabi die dritte Startreihe vor Ayrton Senna und Riccardo Patrese.

### Rennen
Zu Beginn des Rennens setzte Berger seine Überlegenheit durch den Aufbau eines Polsters auf seine Verfolger sofort durch. Prost, in seinem McLaren vielleicht der einzige Fahrer, der Berger den Sieg hätte streitig machen können, erlitt in der ersten Runde einen Reifenschaden. Prost fuhr jedoch ein hervorragendes Rennen, kämpfte sich durch das Feld nach vorn und landete knapp außerhalb der Punkteränge, mit dem Trost, die schnellste Runde gefahren zu sein. Berger erreichte einen Start-Ziel-Sieg. Es war der erste Ferrari-Sieg seit dem Großen Preis von Deutschland 1985. Boutsen, der zunächst den zweiten Platz belegt hatte, fiel in der zwölften Runde zunächst hinter Senna und Piquet sowie im folgenden Umlauf hinter Stefan Johansson zurück.
Nachdem Piquet fünf Runden vor Schluss wegen eines Motorschadens ausgeschieden war, erreichte Alboreto am Ende den vierten Platz hinter Berger, Senna und Johansson, sowie vor Boutsen und Lokalmatador Satoru Nakajima. Johanssons dritter Platz war der 54. und letzte Podiumsplatz für den von Porsche entwickelten TAG-Turbo-V6-Motor, den McLaren 1983 beim Großen Preis der Niederlande erstmals in der Formel 1 eingesetzt hatte.

## Meldeliste
| Team                           | Nr. | Fahrer             | Chassis        | Motor                         | Reifen |
| ------------------------------ | --- | ------------------ | -------------- | ----------------------------- | ------ |
| Marlboro McLaren International | 01  | Alain Prost        | McLaren MP4/3  | TAG/Porsche TTE PO1 1.5 V6t   | G      |
| Marlboro McLaren International | 02  | Stefan Johansson   | McLaren MP4/3  | TAG/Porsche TTE PO1 1.5 V6t   | G      |
| Data General Team Tyrrell      | 03  | Jonathan Palmer    | Tyrrell DG016  | Ford Cosworth DFZ 3.5 V8      | G      |
| Data General Team Tyrrell      | 04  | Philippe Streiff   | Tyrrell DG016  | Ford Cosworth DFZ 3.5 V8      | G      |
| Canon Williams Honda Team      | 05  | Nigel Mansell      | Williams FW11B | Honda RA167E 1.5 V6t          | G      |
| Canon Williams Honda Team      | 06  | Nelson Piquet      | Williams FW11B | Honda RA167E 1.5 V6t          | G      |
| Motor Racing Developments      | 07  | Riccardo Patrese   | Brabham BT56   | BMW M12/13 1.5 L4t            | G      |
| Motor Racing Developments      | 08  | Andrea de Cesaris  | Brabham BT56   | BMW M12/13 1.5 L4t            | G      |
| West Zakspeed Racing           | 09  | Martin Brundle     | Zakspeed 871   | Zakspeed 1500/4 1.5 L4t       | G      |
| West Zakspeed Racing           | 10  | Christian Danner   | Zakspeed 871   | Zakspeed 1500/4 1.5 L4t       | G      |
| Camel Team Lotus Honda         | 11  | Satoru Nakajima    | Lotus 99T      | Honda RA166E 1.5 V6t          | G      |
| Camel Team Lotus Honda         | 12  | Ayrton Senna       | Lotus 99T      | Honda RA166E 1.5 V6t          | G      |
| Team El Charro AGS             | 14  | Roberto Moreno     | AGS JH22       | Ford Cosworth DFZ 3.5 V8      | G      |
| Leyton House March Racing Team | 16  | Ivan Capelli       | March 871      | Ford Cosworth DFZ 3.5 V8      | G      |
| USF&G Arrows Megatron          | 17  | Derek Warwick      | Arrows A10     | Megatron M12/13 1.5 L4t       | G      |
| USF&G Arrows Megatron          | 18  | Eddie Cheever      | Arrows A10     | Megatron M12/13 1.5 L4t       | G      |
| Benetton Formula Ltd           | 19  | Teo Fabi           | Benetton B187  | Ford Cosworth GBA 1.5 V6 t    | G      |
| Benetton Formula Ltd           | 20  | Thierry Boutsen    | Benetton B187  | Ford Cosworth GBA 1.5 V6 t    | G      |
| Osella Squadra Corse           | 21  | Alex Caffi         | Osella FA1I    | Alfa Romeo 890T 1.5 V8t       | G      |
| Minardi F1 Team                | 23  | Adrián Campos      | Minardi M187   | Motori Moderni 615-90 1.5 V6t | G      |
| Minardi F1 Team                | 24  | Alessandro Nannini | Minardi M187   | Motori Moderni 615-90 1.5 V6t | G      |
| Ligier Loto                    | 25  | René Arnoux        | Ligier JS29C   | Megatron M12/13 1.5 L4t       | G      |
| Ligier Loto                    | 26  | Piercarlo Ghinzani | Ligier JS29C   | Megatron M12/13 1.5 L4t       | G      |
| Scuderia Ferrari SpA SEFAC     | 27  | Michele Alboreto   | Ferrari F1/87  | Ferrari 033D 1.5 V6t          | G      |
| Scuderia Ferrari SpA SEFAC     | 28  | Gerhard Berger     | Ferrari F1/87  | Ferrari 033D 1.5 V6t          | G      |
| Larrousse Calmels              | 29  | Yannick Dalmas     | Lola LC87      | Ford Cosworth DFZ 3.5 V8      | G      |
| Larrousse Calmels              | 30  | Philippe Alliot    | Lola LC87      | Ford Cosworth DFZ 3.5 V8      | G      |

## Klassifikationen

### Qualifying
| Pos. | Fahrer             | Konstrukteur           | 1. Qualifikationstraining | 1. Qualifikationstraining | 2. Qualifikationstraining | 2. Qualifikationstraining | Start |
| Pos. | Fahrer             | Konstrukteur           | Zeit                      | Ø-Geschwindigkeit         | Zeit                      | Ø-Geschwindigkeit         | Start |
| ---- | ------------------ | ---------------------- | ------------------------- | ------------------------- | ------------------------- | ------------------------- | ----- |
| 01   | Gerhard Berger     | Ferrari                | 1:42,160                  | 206,464 km/h              | 1:40,042                  | 210,835 km/h              | 01    |
| 02   | Alain Prost        | McLaren-TAG-Porsche    | 1:42,496                  | 205,788 km/h              | 1:40,652                  | 209,558 km/h              | 02    |
| 03   | Thierry Boutsen    | Benetton-Ford          | 1:43,130                  | 204,522 km/h              | 1:40,850                  | 209,146 km/h              | 03    |
| 04   | Michele Alboreto   | Ferrari                | 1:42,416                  | 205,948 km/h              | 1:40,984                  | 208,869 km/h              | 04    |
| 05   | Nelson Piquet      | Williams-Honda         | 1:41,423                  | 207,965 km/h              | 1:41,144                  | 208,538 km/h              | 05    |
| 06   | Teo Fabi           | Benetton-Ford          | 1:43,351                  | 204,085 km/h              | 1:41,679                  | 207,441 km/h              | 06    |
| 07   | Nigel Mansell      | Williams-Honda         | 1:42,616                  | 205,547 km/h              | keine Zeit                | –                         | DNS   |
| 08   | Ayrton Senna       | Lotus-Honda            | 1:44,026                  | 202,761 km/h              | 1:42,723                  | 205,333 km/h              | 07    |
| 09   | Riccardo Patrese   | Brabham-BMW            | 1:44,767                  | 201,327 km/h              | 1:43,304                  | 204,178 km/h              | 08    |
| 10   | Stefan Johansson   | McLaren-TAG-Porsche    | 1:43,612                  | 203,571 km/h              | 1:43,371                  | 204,046 km/h              | 09    |
| 11   | Andrea de Cesaris  | Brabham-BMW            | 1:46,399                  | 198,239 km/h              | 1:43,618                  | 203,559 km/h              | 10    |
| 12   | Satoru Nakajima    | Lotus-Honda            | 1:45,898                  | 199,177 km/h              | 1:43,685                  | 203,428 km/h              | 11    |
| 13   | Eddie Cheever      | Arrows-Megatron        | 1:45,427                  | 200,066 km/h              | 1:44,277                  | 202,273 km/h              | 12    |
| 14   | Derek Warwick      | Arrows-Megatron        | 1:44,768                  | 201,325 km/h              | 1:44,626                  | 201,598 km/h              | 13    |
| 15   | Alessandro Nannini | Minardi-Motori Moderni | 1:48,948                  | 193,601 km/h              | 1:45,612                  | 199,716 km/h              | 14    |
| 16   | Martin Brundle     | Zakspeed               | 1:46,715                  | 197,652 km/h              | 1:46,023                  | 198,942 km/h              | 15    |
| 17   | Christian Danner   | Zakspeed               | 1:49,337                  | 192,912 km/h              | 1:46,116                  | 198,767 km/h              | 16    |
| 18   | René Arnoux        | Ligier-Megatron        | 1:50,542                  | 190,809 km/h              | 1:46,200                  | 198,610 km/h              | 17    |
| 19   | Philippe Alliot    | Lola-Ford              | 1:49,470                  | 192,677 km/h              | 1:47,395                  | 196,400 km/h              | 18    |
| 20   | Jonathan Palmer    | Tyrrell-Ford           | 1:48,902                  | 193,682 km/h              | 1:47,775                  | 195,708 km/h              | 19    |
| 21   | Ivan Capelli       | March-Ford             | 1:49,814                  | 192,074 km/h              | 1:48,212                  | 194,917 km/h              | 20    |
| 22   | Adrián Campos      | Minardi-Motori Moderni | 1:53,455                  | 185,910 km/h              | 1:48,337                  | 194,692 km/h              | 21    |
| 23   | Yannick Dalmas     | Lola-Ford              | 1:51,230                  | 189,629 km/h              | 1:48,887                  | 193,709 km/h              | 22    |
| 24   | Alex Caffi         | Osella-Alfa Romeo      | 1:49,017                  | 193,478 km/h              | 1:50,902                  | 190,190 km/h              | 23    |
| 25   | Piercarlo Ghinzani | Ligier-Megatron        | 1:51,554                  | 189,078 km/h              | 1:49,641                  | 192,377 km/h              | 24    |
| 26   | Philippe Streiff   | Tyrrell-Ford           | 1:50,896                  | 190,200 km/h              | 1:49,741                  | 192,202 km/h              | 25    |
| 27   | Roberto Moreno     | AGS-Ford               | 1:51,835                  | 188,603 km/h              | 1:50,212                  | 191,380 km/h              | 26    |

### Rennen
| Pos. | Fahrer             | Konstrukteur           | Runden | Stopps | Zeit        | Start | Schnellste Runde |
| ---- | ------------------ | ---------------------- | ------ | ------ | ----------- | ----- | ---------------- |
| 01   | Gerhard Berger     | Ferrari                | 51     | 1      | 1:32:58,072 | 01    | 1:45,540         |
| 02   | Ayrton Senna       | Lotus-Honda            | 51     | 1      | + 17,344    | 07    | 1:45,805         |
| 03   | Stefan Johansson   | McLaren-TAG-Porsche    | 51     | 1      | + 17,694    | 09    | 1:46,323         |
| 04   | Michele Alboreto   | Ferrari                | 51     | 1      | + 1:20,441  | 04    | 1:46,534         |
| 05   | Thierry Boutsen    | Benetton-Ford          | 51     | 1      | + 1:25,576  | 03    | 1:47,182         |
| 06   | Satoru Nakajima    | Lotus-Honda            | 51     | 1      | + 1:36,479  | 11    | 1:48,206         |
| 07   | Alain Prost        | McLaren-TAG-Porsche    | 50     | 1      | + 1 Runde   | 02    | 1:43,844         |
| 08   | Jonathan Palmer    | Tyrrell-Ford           | 50     | 0      | + 1 Runde   | 19    | 1:50,111         |
| 09   | Eddie Cheever      | Arrows-Megatron        | 50     | 1      | + 1 Runde   | 12    | 1:47,421         |
| 10   | Derek Warwick      | Arrows-Megatron        | 50     | 2      | + 1 Runde   | 13    | 1:49,221         |
| 11   | Riccardo Patrese   | Brabham-BMW            | 49     | 1      | DNF         | 08    | 1:48,581         |
| 12   | Philippe Streiff   | Tyrrell-Ford           | 49     | 0      | + 2 Runden  | 25    | 1:51,236         |
| 13   | Piercarlo Ghinzani | Ligier-Megatron        | 48     | 1      | DNF         | 24    | 1:49,915         |
| 14   | Yannick Dalmas     | Lola-Ford              | 47     | 0      | DNF         | 22    | 1:52,080         |
| 15   | Nelson Piquet      | Williams-Honda         | 46     | 1      | DNF         | 05    | 1:46,706         |
| –    | René Arnoux        | Ligier-Megatron        | 44     | 1      | DNF         | 17    | 1:49,384         |
| –    | Alex Caffi         | Osella-Alfa Romeo      | 43     | 0      | DNF         | 23    | 1:51,917         |
| –    | Roberto Moreno     | AGS-Ford               | 38     | 0      | DNF         | 26    | 1:54,015         |
| –    | Alessandro Nannini | Minardi-Motori Moderni | 35     | 1      | DNF         | 14    | 1:51,848         |
| –    | Martin Brundle     | Zakspeed               | 32     | 1      | DNF         | 15    | 1:50,367         |
| –    | Andrea de Cesaris  | Brabham-BMW            | 26     | 1      | DNF         | 10    | 1:50,422         |
| –    | Teo Fabi           | Benetton-Ford          | 16     | 0      | DNF         | 06    | 1:49,170         |
| –    | Christian Danner   | Zakspeed               | 13     | 0      | DNF         | 16    | 1:52,813         |
| –    | Ivan Capelli       | March-Ford             | 13     | 0      | DNF         | 20    | 1:52,213         |
| –    | Adrián Campos      | Minardi-Motori Moderni | 2      | 0      | DNF         | 21    | 1:59,121         |
| –    | Philippe Alliot    | Lola-Ford              | 0      | 0      | DNF         | 18    | –                |

## WM-Stände nach dem Rennen
Die ersten sechs des Rennens bekamen 9, 6, 4, 3, 2 bzw. 1 Punkt(e). Streichresultate sind in Klammern gesetzt. In der Fahrerwertung wurden die besten elf Resultate, in der Konstrukteurswertung alle Resultate gewertet.

### Fahrerwertung
| Pos. | Fahrer            | Konstrukteur        | Punkte  |
| ---- | ----------------- | ------------------- | ------- |
| 01   | Nelson Piquet     | Williams-Honda      | 73 (76) |
| 02   | Nigel Mansell     | Williams-Honda      | 61      |
| 03   | Ayrton Senna      | Lotus-Honda         | 57      |
| 04   | Alain Prost       | McLaren-TAG-Porsche | 46      |
| 05   | Stefan Johansson  | McLaren-TAG-Porsche | 30      |
| 06   | Gerhard Berger    | Ferrari             | 27      |
| 07   | Teo Fabi          | Benetton-Ford       | 12      |
| 08   | Thierry Boutsen   | Benetton-Ford       | 12      |
| 09   | Michele Alboreto  | Ferrari             | 11      |
| 10   | Eddie Cheever     | Arrows-Megatron     | 8       |
| 11   | Satoru Nakajima   | Lotus-Honda         | 7       |
| 12   | Riccardo Patrese  | Brabham-BMW         | 6       |
| 13   | Andrea de Cesaris | Brabham-BMW         | 4       |
| 14   | Jonathan Palmer   | Tyrrell-Ford        | 4       |
| 15   | Philippe Streiff  | Tyrrell-Ford        | 4       |
| 16   | Derek Warwick     | Arrows-Megatron     | 3       |

| Pos. | Fahrer             | Konstrukteur           | Punkte |
| ---- | ------------------ | ---------------------- | ------ |
| 17   | Philippe Alliot    | Lola-Ford              | 3      |
| 18   | Martin Brundle     | Zakspeed               | 2      |
| 19   | René Arnoux        | Ligier-Megatron        | 1      |
| 20   | Ivan Capelli       | March-Ford             | 1      |
| 21   | Christian Danner   | Zakspeed               | 0      |
| 22   | Piercarlo Ghinzani | Ligier-Megatron        | 0      |
| 23   | Pascal Fabre       | AGS-Ford               | 0      |
| 24   | Yannick Dalmas     | Lola-Ford              | 0      |
| 25   | Alessandro Nannini | Minardi-Motori Moderni | 0      |
| 26   | Alex Caffi         | Osella-Alfa Romeo      | 0      |
| 27   | Adrián Campos      | Minardi-Motori Moderni | 0      |
| –    | Gabriele Tarquini  | Osella-Alfa Romeo      | 0      |
| –    | Franco Forini      | Osella-Alfa Romeo      | 0      |
| –    | Nicola Larini      | Coloni-Ford            | 0      |
| –    | Roberto Moreno     | AGS-Ford               | 0      |

### Konstrukteurswertung
| Pos. | Konstrukteur        | Punkte |
| ---- | ------------------- | ------ |
| 01   | Williams-Honda      | 137    |
| 02   | McLaren-TAG-Porsche | 76     |
| 03   | Lotus-Honda         | 64     |
| 04   | Ferrari             | 38     |
| 05   | Benetton-Ford       | 24     |
| 06   | Arrows-Megatron     | 11     |
| 07   | Brabham-BMW         | 10     |
| 08   | Tyrrell-Ford        | 8      |

| Pos. | Konstrukteur           | Punkte |
| ---- | ---------------------- | ------ |
| 09   | Lola-Ford              | 3      |
| 10   | Zakspeed               | 2      |
| 11   | Ligier-Megatron        | 1      |
| 12   | March-Ford             | 1      |
| 13   | AGS-Ford               | 0      |
| 14   | Minardi-Motori Moderni | 0      |
| 15   | Osella-Alfa Romeo      | 0      |
| –    | Coloni-Ford            | 0      |